# Oxelösund
För andra betydelser, se Oxelösund (olika betydelser).
Oxelösund är en tätort i Södermanland och centralort i Oxelösunds kommun, Södermanlands län. Tätorten är den sydligaste centralorten i Svealand och har nära förbindelser med den större grannorten Nyköping.

## Namnet
Ortnamnet Oxløsundh 1438 avseende ett sund vid ön Oxelö har syftning på trädbeteckningen oxel.

## Historia

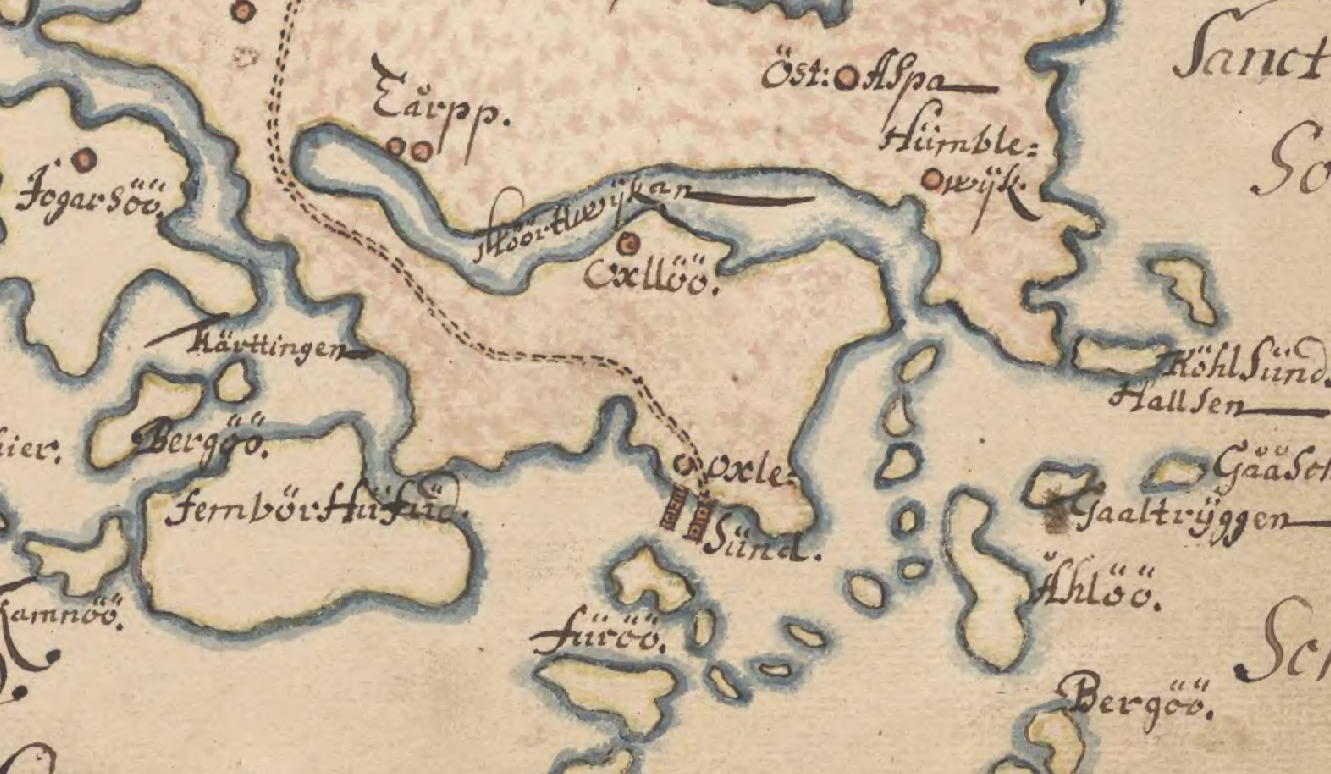
Utsnitt ur karta över Sankt Nicolai och Bergshammars socknar från 1677 som visar Oxelösunds lotsstation, platsen för dagens Gamla Oxelösund.

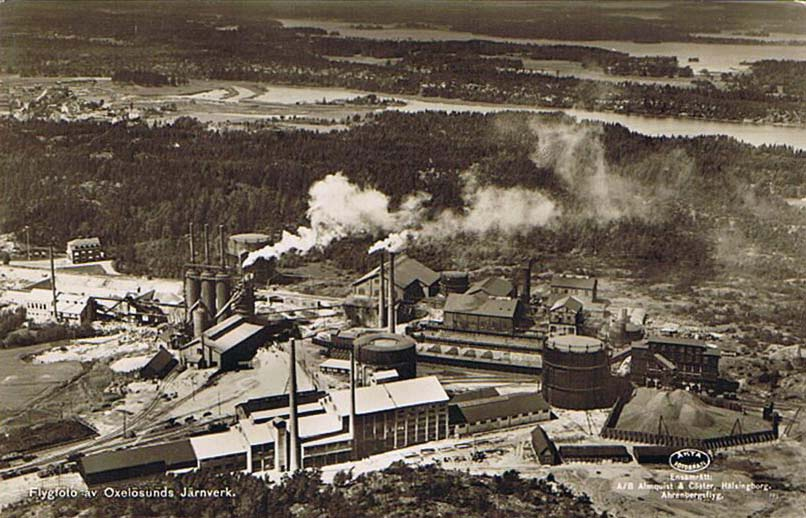
Ett tidigt flygfoto över Oxelösunds järnverk som visar dess ursprungliga storlek.

Oxelösund har en ung historia. Här finns dock en naturlig hamn som utnyttjats i åtminstone 500 år.
Namnet kommer från Oxelön, ursprungligen en ö, men ön kom även att namnge en gård på ön, känd sedan 1551 men troligen hade den legat här sedan längre tillbaka. Gården var i de äldsta dokumenten kronohemman, men börjar snart eftertraktas av Stjärnholm, och underlades 1681 slottet. Den sista mangårdsbyggnaden låg kvar norr om nuvarande Oxelögatan fram till 1961, då den brändes ned i samband med en brandövning.
Nyköpings stad erhöll 1444 förläning på de öar och holmar som de av ålder brukat. Vid förnyelse av rättigheterna 1454 får vi namnen på öarna: Aaløø, Ffaemøra, Bywrshalseen, Girsbeten, Ffurwholmen Bærghøn och Ytrehaasløn (Ålö, Femören, Bjurshalsen, Beten, Furuholmen Bergön och Hasselö). 1529 förlänades Femöresön, Ålön och Högstens udd till Håkon Kruse mot en årlig ränta om en tunna sälspäck och tre tunnor saltad ål. 1562 förnyas privilegierna, Bergön har dock då fallit bort från listan. Villkoret sägs då vara att Nyköpings borgare var förpliktade att hålla en lots vid skären för kungens skepp.
Oxelösund är sundet mellan Oxelö och de små öarna Korsholmen och Furö, och den naturliga hamnen här har utnyttjats flitigt genom tiderna. Karl Knutsson (Bonde) sammanträdde med sitt råd på ett fartyg här 1468. Gustav Vasa besökte 1542–1543 Oxelösundet signerade brev vid tre olika ankringstillfällen då han väntade här. Gustav II Adolf ankrade också i sundet i väntan på ett lån från sin mor. Johan Månsson skriver i sin Een Siö bok seglingsbeskrivningar för ankring i hamnen i Oxelösund. Lotsar fanns på öarna i närheten redan på 1530-talet. Först 1642 upprättades dock en lotsplats vid Oxelösund. 1697 fanns tre lotsar vid Oxelö lotsplats. I slutet av 1700-talet var lotsarna uppdelade på platser Oxelö och Oxelösund. Vid Oxelö var chefen för lotsarna placerade. Enligt reglementet för 1820 skulle nio lotsar finnas vid stationen: en lotsålderman, tre mästerlotsar samt fem sekundlotsar. Av lotsarna bodde då två av lotsarna vid Hummelvik söder om Oxelösund, sex på Oxelö hemmans ägor och en lotsålderman vid stationen i Oxelösund. Stationen i Oxelösund skulle alltid vara bemannad av minst två lotsar. Under 1600-talet upprättade även ägaren till Stjärnholm en krog vid lotsstationen. Stjärnholms ägare kom återkommande i konflikt med lotsarna, 1815 vräktes lotsarna sedan de vägrat utföra dagsverken på slottet. 1844 fastställdes Stjärnholms rättighet att fritt förfoga över Oxelö hemman, och 1846 flyttades alla lotsarna till nya stugor vid Brevik, medan Oxelö övertogs av arrendebönder.
I anslutning till lotsplatsen uppfördes även under 1600-talet en skans. Åldern är okänd. Den synades 1675 av Carl Magnus Stuart som konstaterade att den var eldhärjad och helt förfallen. Stuart ville flytta skansen till Bjurhalsen på andra sidan Oxelösundet, men fyllnadsjord saknades och planer gjordes i stället upp att renovera skansen på samma plats. Hösten 1676 rapporterade Erik Dahlberg att större delen av arbetet var avslutat. Det verkar dock snart avstannat 1677 rapporterade generalmajor Henrik Fleming att skansen saknade bevakning och de flesta kanonerna låg på marken utan lavetter och att krut och kulor förvarades i krogen. Han föreslog att kanoner och ammunition skulle fraktas bort i väntan på att skansen färdigställdes. Så verkar dock aldrig blivit fallet och 1699 rapporterades den som helt förfallen.
Med början 1820 blev Oxelösund anlöpningsplats för ångbåtstrafiken mellan Norrköping och Nyköping. Sakta men säkert ökade trafiken, vilket innebar ett uppsving för krogen vid Oxelösund. Oxelösund blev även en plats för att fylla på ångbåtarnas kolförråd. 1858 passades Oxelösund av omkring 20 ångfartyg i veckan. 1845 inrättades en provisorisk tullstation på ön Beten utanför Oxelösund.
När det blev aktuellt att bygga en järnväg för att forsla Bergslagens produkter direkt ut till Östersjön föll valet på Oxelösund – ett tidigare försök att knyta ihop Bergslagen med en hamn vid Vänern (Köping-Hults Järnväg) blev aldrig fullbordat. Som plats för hamnen valdes Brevik som var mer lämpligt för en djuphamn än det gamla Oxelösund. 
1873 bildades järnvägsbolaget OFWJ (Oxelösund-Flen-Västmanlands Järnväg), senare TGOJ (Trafikaktiebolaget Grängesberg-Oxelösunds järnvägar), senare industrikoncernen Trafik AB Grängesberg-Oxelösund (TGO) mest känd som Gränges. Bolaget köpte nästan hela Oxelösundshalvön, som då tillhörde närbelägna Stjärnholms slott, för att på sikt kunna bygga de anläggningar man behövde. I januari 1877 var järnvägen färdigställd, men arbetet med hamnen var då ännu inte färdigställda, och man hade svårt att få över fartygstrafik på den nyanlagda hamnen. Man förhandlade bland annat om rysk transitotrafik över Oxelösund, dock utan resultat. Till en början användes hamnen främst för Klotens bolags trävaruexport till Storbritannien. Efterhand fick dock hamnen allt större betydelse för järnexporten, särskilt sedan järnverket tillkommit 1913.
Under 1880-talet började Oxelösund även uppmärksammas som badort för Nyköpingsborna. 1884 bildades Oxelösunds Segelsällskap och 1885 uppfördes Oxelösunds badhotell. Oxelösund blev 1900 municipalsamhälle och 1950 stad. Den gamla lotsplatsen fick då namnet Gamla Oxelösund för att skilja den från den nya järnvägsstationen och municipalsamhället.
När municipalsamhället var bildat upptäcktes ganska snart att dess område var alltför litet för att ge utrymme åt fortsatt expansion. Redan 1901 föreslogs inkorporering av villatomterna i Högklint och Breviksund och det område där Krooks Petroleum hade etablerat sig, och några månader senare inkorporerades området. Området där järnverket var beläget kom dock att ligga utanför municipalsamhället ända fram till 1938, då det inkorporerades tillsammans med områdena Dalgången, Gamla Oxelösund, Torphagen och Aspaområdet.

### 1950-talet

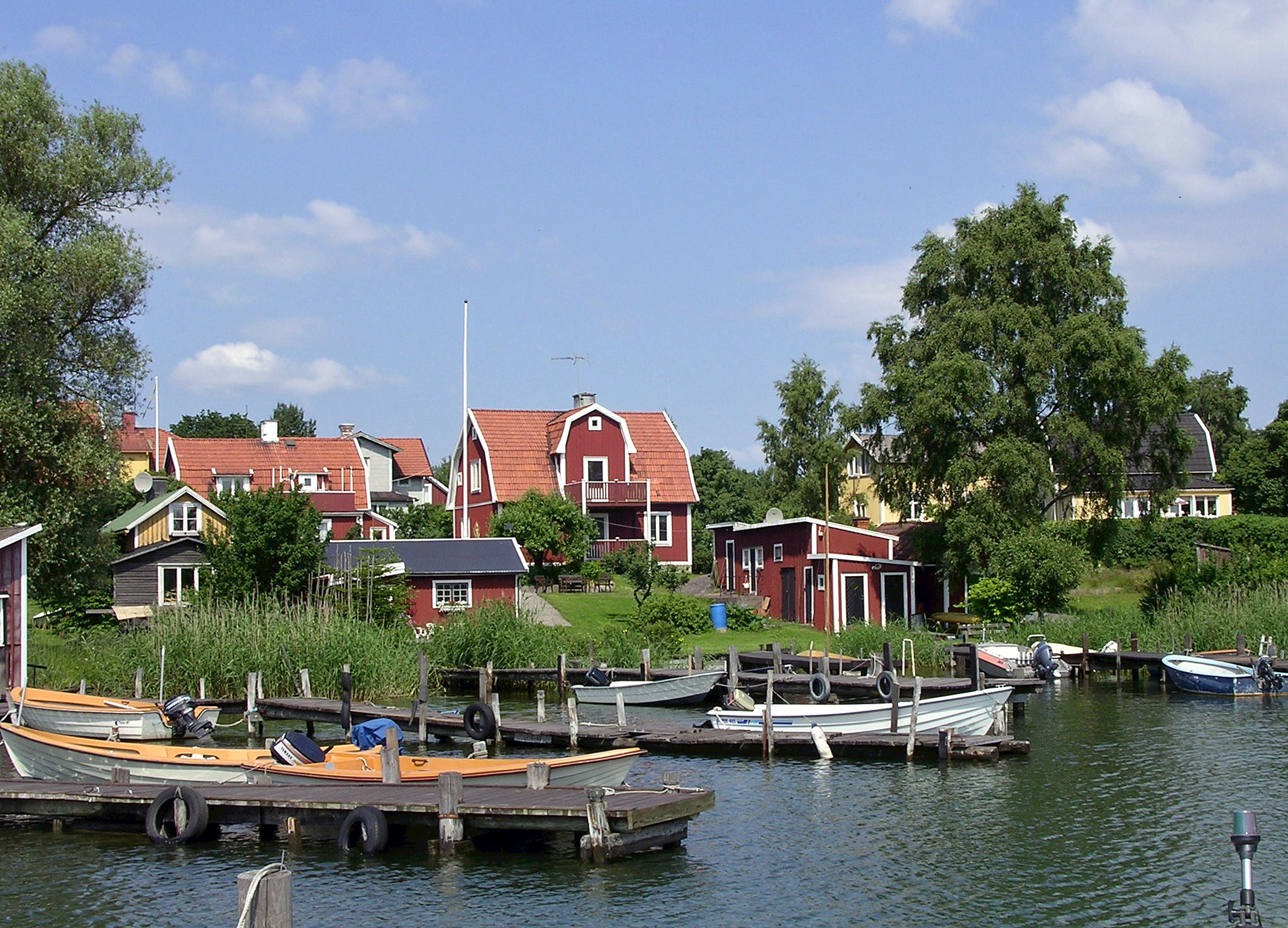
Gamla Oxelösund

Vid ingången av 1950-talet var Oxelösund en typisk svensk småstad med trähus och lummiga trädgårdar. Som ett av de sista samhällena i Sverige blev Oxelösund stad år 1950. Ortens befolkning uppgick då till 5200 personer. Näringslivet var starkt präglat av industrin och den största arbetsplatsen var järnverket med cirka 700 anställda.
En milstolpe i ortens utveckling blev Grängeskoncernens beslut att 1955 köpa aktiemajoriteten i Oxelösunds Järnverks AB (idag SSAB Oxelösund). Beslutet hade inte bara betydelse för näringslivet utan påverkade hela samhället. Gränges hade redan tidigare intressen i samhället och dess näringsliv, bland annat genom att man förvaltade hamnen och järnvägen, och även genom järnverket som nästan uteslutande använde sig av järnmalm från Gränges gruvor i Bergslagen. Gränges köp av aktiemajoriteten i järnverket kan ses som ett första steg i de investeringar man ämnade göra i Oxelösund. Investeringarna möjliggjordes av att staten tidigare samma år inköpt den andel Gränges hade i gruvbolaget LKAB för en miljard kronor, och ett villkor för denna inlösen var att det kapital som därmed frigjordes skulle placeras i nya aktiviteter och ge sysselsättning i svensk industri. För detta beslut krävdes en riksdagsmajoritet. Socialdemokraterna, vilka satt i regeringsställning, och Bondeförbundet röstade för beslutet medan övriga riksdagspartier röstade emot.
Gamla Oxelösund fick i och med detta ge plats för det nya järnverket men det finns ännu ett par villor kvar som påminner om hur det såg ut på 1920-talet. Ett helt nytt centrum byggdes liksom en motorväg från Nyköping in till staden (riksväg 53), och 1957 invigdes den karaktäristiska S:t Botvids-kyrkan. Sammantaget domineras Oxelösund än idag av 1950-talets omvälvning med hamnen, järnverket och en homogen 1950-talsbebyggelse.
Åren 1962 till 1963 byggdes Femörefortet, ett kustartilleribatteri beläget på halvön Femöre, för att försvara den viktiga hamnen.

### Administrativa tillhörigheter
Oxelösund var beläget i Sankt Nicolai socken och ingick efter kommunreformen 1862 i Nikolai landskommun där Oxelösunds municipalsamhälle inrättades 27 januari 1899 för orten. Municipalsamhället med kringområde bröts ur landskommunen 1950 och bildades Oxelösunds stad som 1971 ombildades till Oxelösunds kommun med Oxelösund som centralort.
I kyrkligt hänseende har Oxelösund sedan 1953 hört till Oxelösunds församling, dessförinnan till Nikolai församling.
Orten ingick till 1911 i Jönåkers tingslag, därefter till 1914 Jönåkers och Rönö tingslag, därefter till 1948 till Jönåkers, Rönö och Hölebo tingslag sedan till 1971 till Nyköpings domsagas tingslag. Sedan 1971 ingår Oxelösund i Nyköpings tingsrätts domsaga.

### Befolkningsutveckling
| Befolkningsutvecklingen i Oxelösund 1900–2020                                                                                              | Befolkningsutvecklingen i Oxelösund 1900–2020 | Befolkningsutvecklingen i Oxelösund 1900–2020 | Befolkningsutvecklingen i Oxelösund 1900–2020 | Befolkningsutvecklingen i Oxelösund 1900–2020 |
| --- | --------------------------------------------- | --------------------------------------------- | --------------------------------------------- | --------------------------------------------- |
| |                                               |                                               |                                               |                                               |
| År |                                               |                                               | Folkmängd                                     | Areal (ha)                                    |
| 1900 | 1900                                          |                                               | 1 238                                         | †                                             |
| 1960 | 1960                                          |                                               | 9 376                                         |                                               |
| 1965 | 1965                                          |                                               | 13 377                                        |                                               |
| 1970 | 1970                                          |                                               | 15 085                                        |                                               |
| 1975 | 1975                                          |                                               | 13 862                                        |                                               |
| 1980 | 1980                                          |                                               | 14 084                                        |                                               |
| 1990 | 1990                                          |                                               | 12 873                                        | 1 077                                         |
| 1995 | 1995                                          |                                               | 11 598                                        | 1 117                                         |
| 2000 | 2000                                          |                                               | 10 680                                        | 1 126                                         |
| 2005 | 2005                                          |                                               | 10 843                                        | 1 126                                         |
| 2010 | 2010                                          |                                               | 10 870                                        | 1 157                                         |
| 2015 | 2015                                          |                                               | 11 157                                        | 1 160                                         |
| 2020 | 2020                                          |                                               | 11 420                                        | 1 214                                         |
| Anm.: Inskogen samt Bara och Sundsör utbrutna 2015 medan Svartuddslandet uppgick i tätorten. † Befolkning runt ett municipalsamhälle 1900. |                                               |                                               |                                               |                                               |

## Kommunikationer
Med en motorväg och en järnväg ända ned i hamnen har staden ett uppenbart logistiskt fördelaktigt läge, men de färjeförbindelser till utlandet och Gotland som funnits har inte blivit bestående.

## Näringsliv
Oxelösunds näringsliv domineras av SSAB. I relation till de flesta andra kommuner har Oxelösund därför en hög andel arbetstillfällen inom tillverkningsindustrin, 54 % jämfört med 18 % i riket. SSAB har ca 2 300 anställda, kommunen inklusive kommunala bolag cirka 900, och Oxelösunds hamn (OHAB) har cirka 200 anställda. Här finns också cirka 370 små och medelstora företag bland andra smidesföretaget Larsson & Kjellberg som bedrivit verksamhet i Oxelösund sedan 1880.
Oxelösund har många pendlare. 1 656 personer (flest män) pendlar in för att arbeta här. 1 536 personer (flest kvinnor) arbetar i andra kommuner. Största pendlingen sker till och från Nyköping. Cirka 150 personer pendlar in från och cirka 300 pendlar ut till andra län.

## Utbildning
Skolor i Oxelösund:
- D-skolan. Används läsåret 2022/23 som evakueringsskola under ombyggnation av Peterslundsskolan. Efter det upphör D-skolan att fungera som skola.
- Ramdalsskolan. F-9 skola med inriktning på idrott och hälsa.
- Peterslundsskolan. F-6-skola med inriktning på natur och teknik.
- Oxelöskolan. F-9-skola med estetisk inriktning.
- Campus Oxelösund. Komvux, SFI, Svetsprogram och Vård och omsorgsprogram.

## Sevärdheter
- Femörefortet
- Femöre naturreservat
- Oxelösunds järnvägsmuseum
- Gamla Oxelösund, där även Oxelösunds äldsta bevarade byggnad finns Oxelö krog. Idag café.
- Stjärnholms slott och skulpturpark
- Skulpturen Ståltheten i Femöre Gästhamn (konstnär Jessica Fleetwood)
- Sankt Botvids kyrka

## Evenemang
Oxelösund har varje år en återkommande marknad. Oxelö Marknad lockar runt 15-20 tusen personer varje år den andra lördagen i maj. De senare åren har även Femöredagen varit ett stort dragplåster till Oxelösund.
Varje år sedan 2008 hålls segeltävlingen Raymarine2Star (före detta Seapilot2star) med start och målgång vid fiskehamnen. Tävlingens huvudarrangör är Oxelösunds segelsällskap och banans sträckning var 2018 Oxelösund - Visby - Oskarshamn - Oxelösund.

## Personer med anknytning till orten
- Personer från Oxelösund

## Bilder

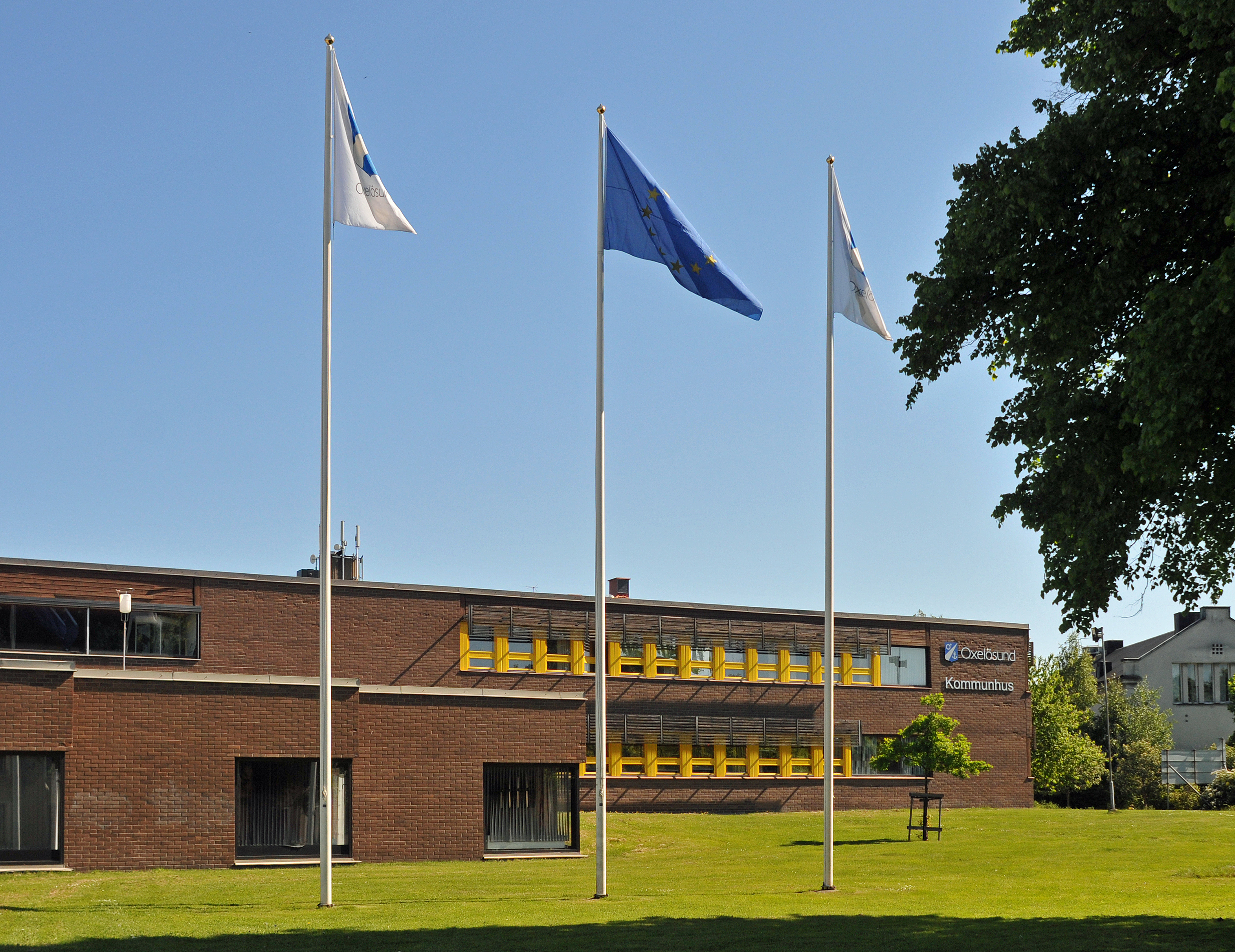
Kommunhuset.
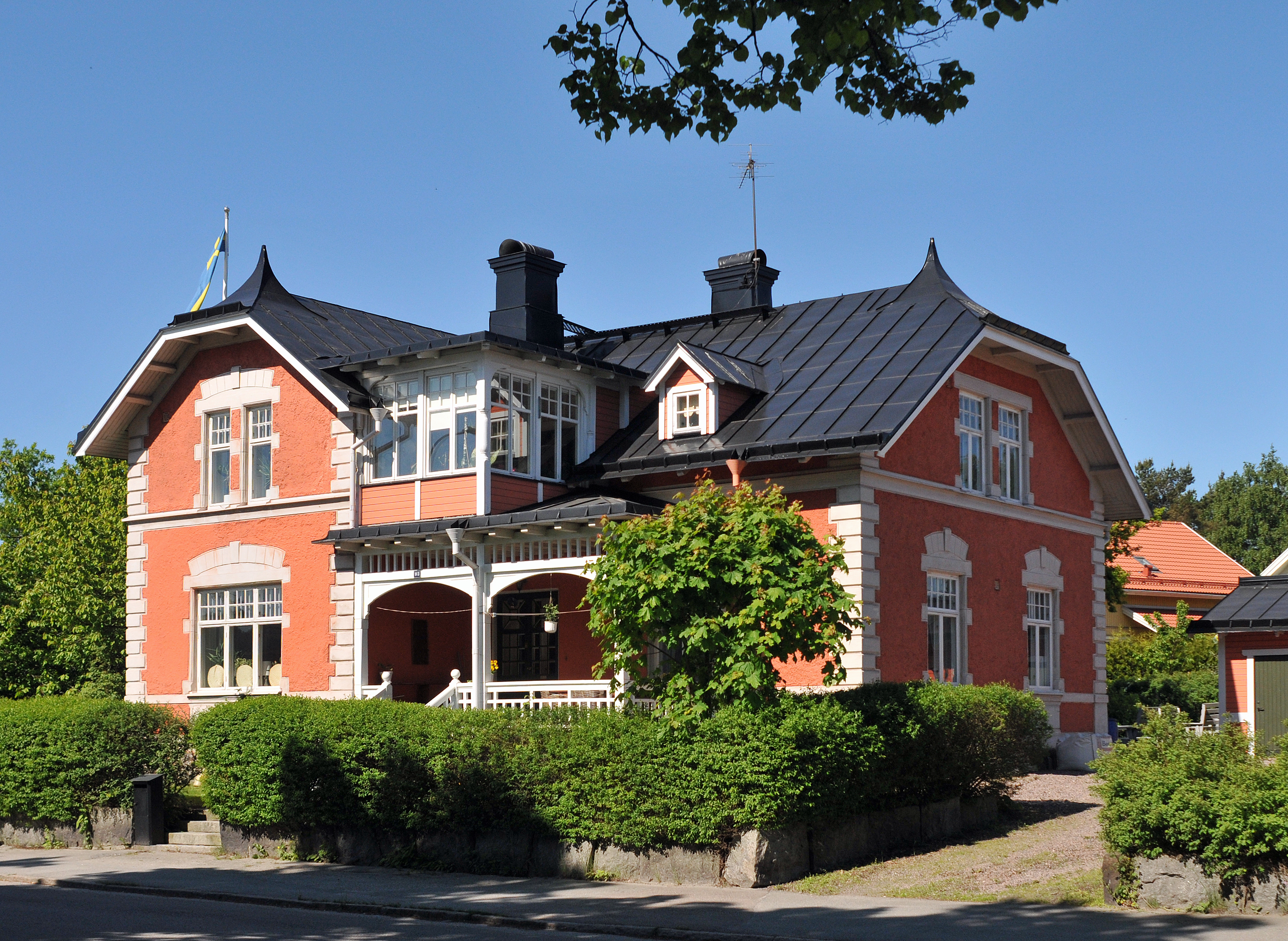
Södra Malmgatan 3 byggd 1900.
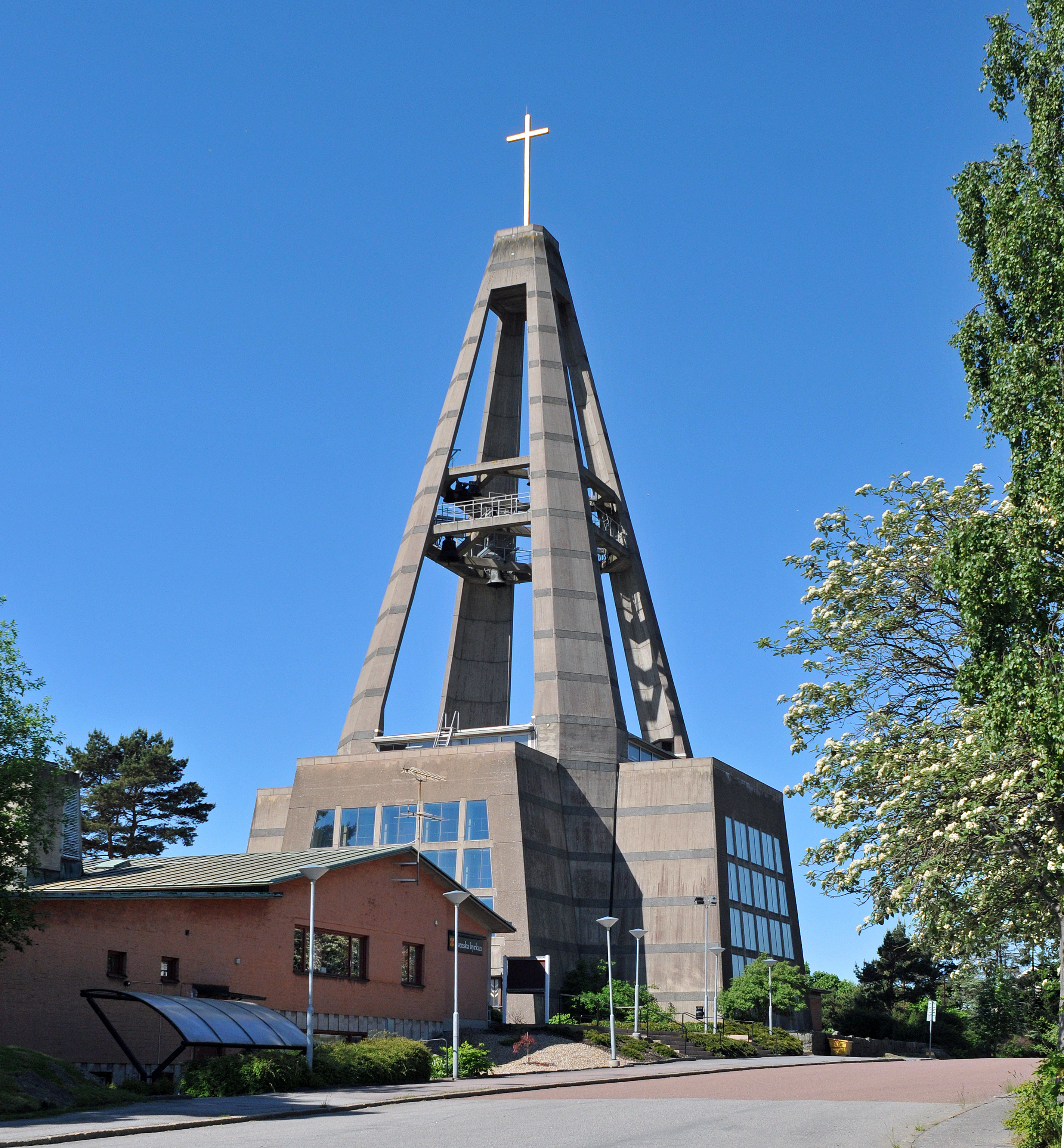
Sankt Botvids kyrka.
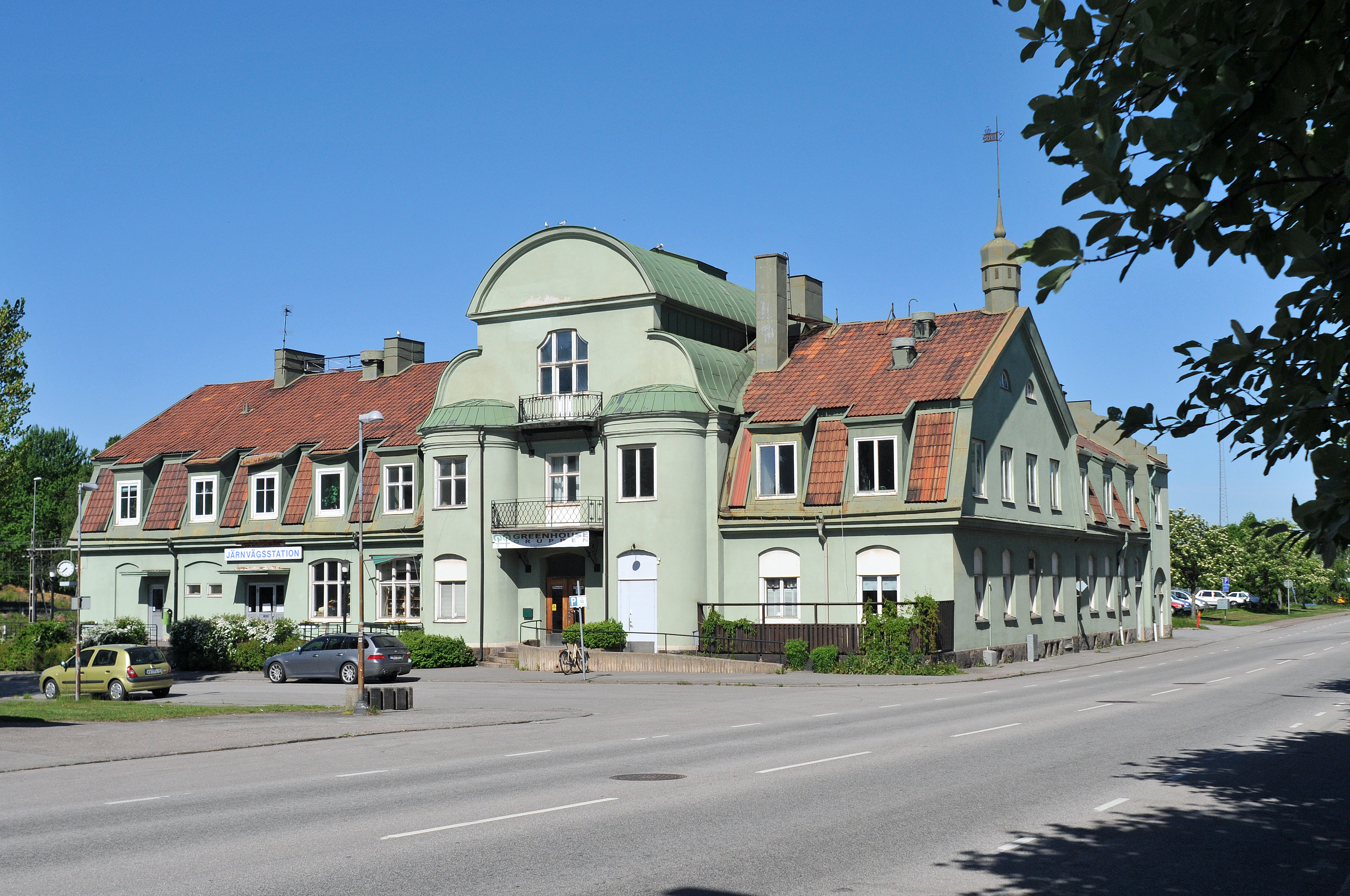
Tidigare järnvägsstationen.
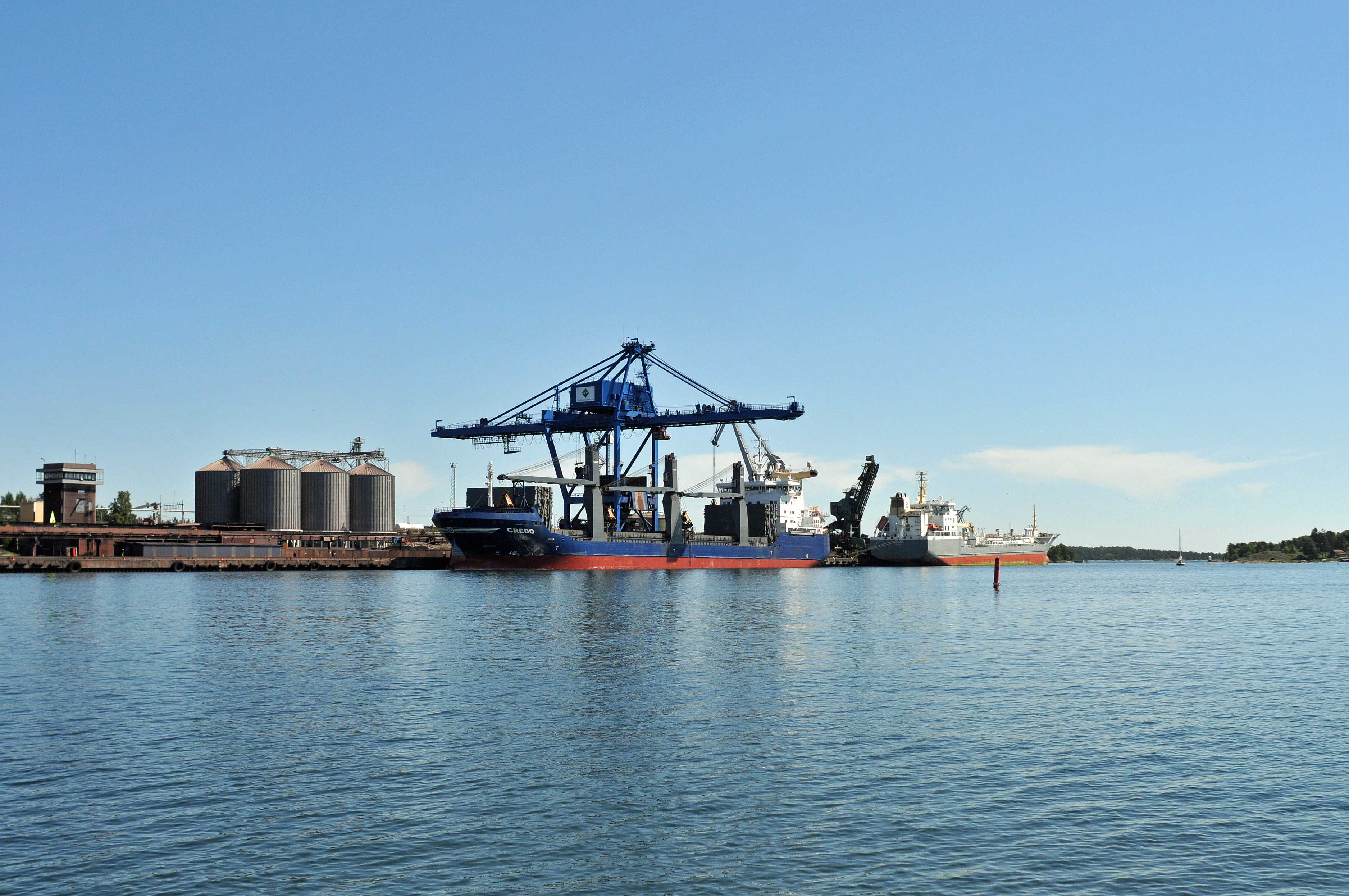
Hamnen.
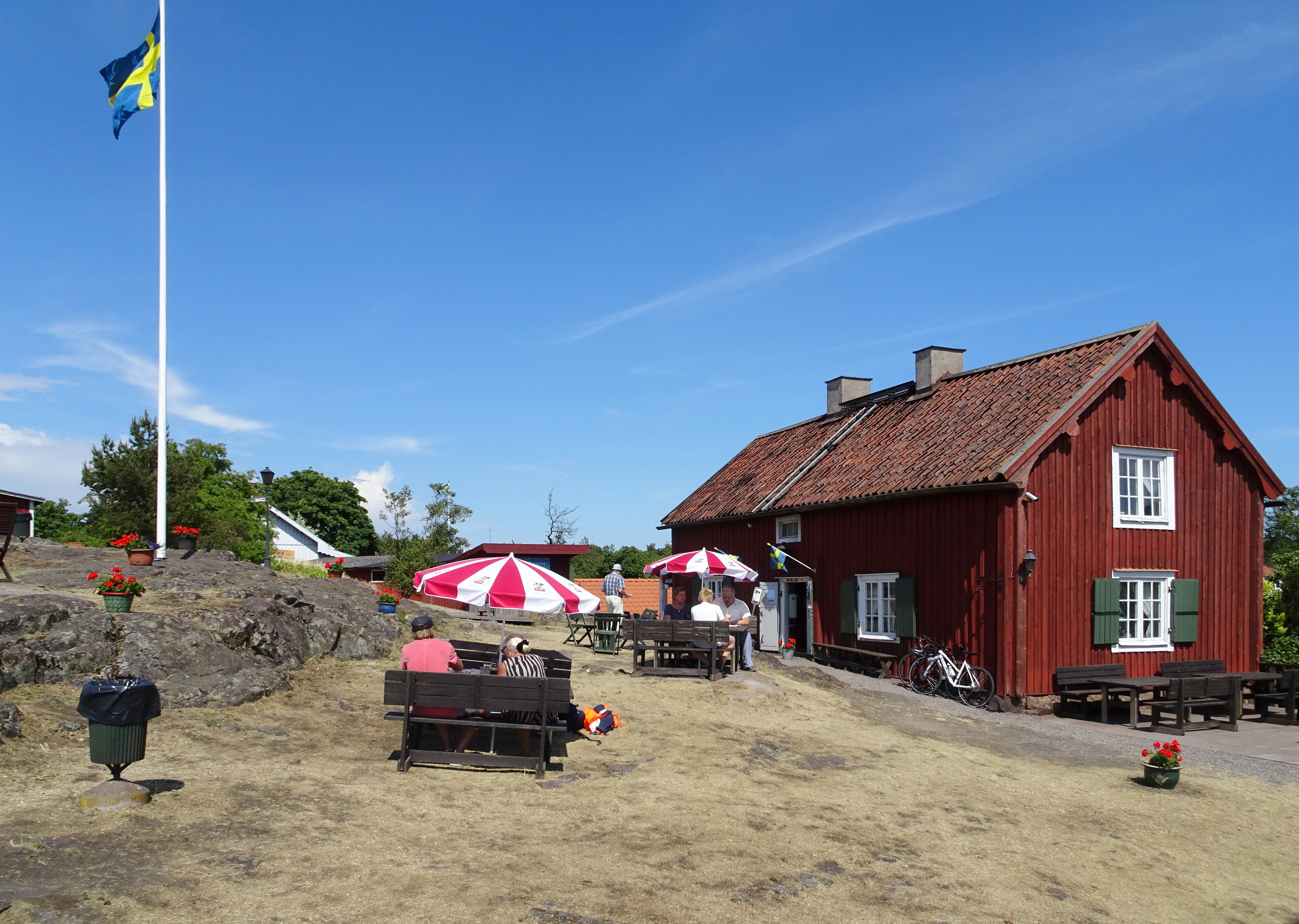
Oxelösunds äldsta bevarade byggnad från 1700-talets slut.
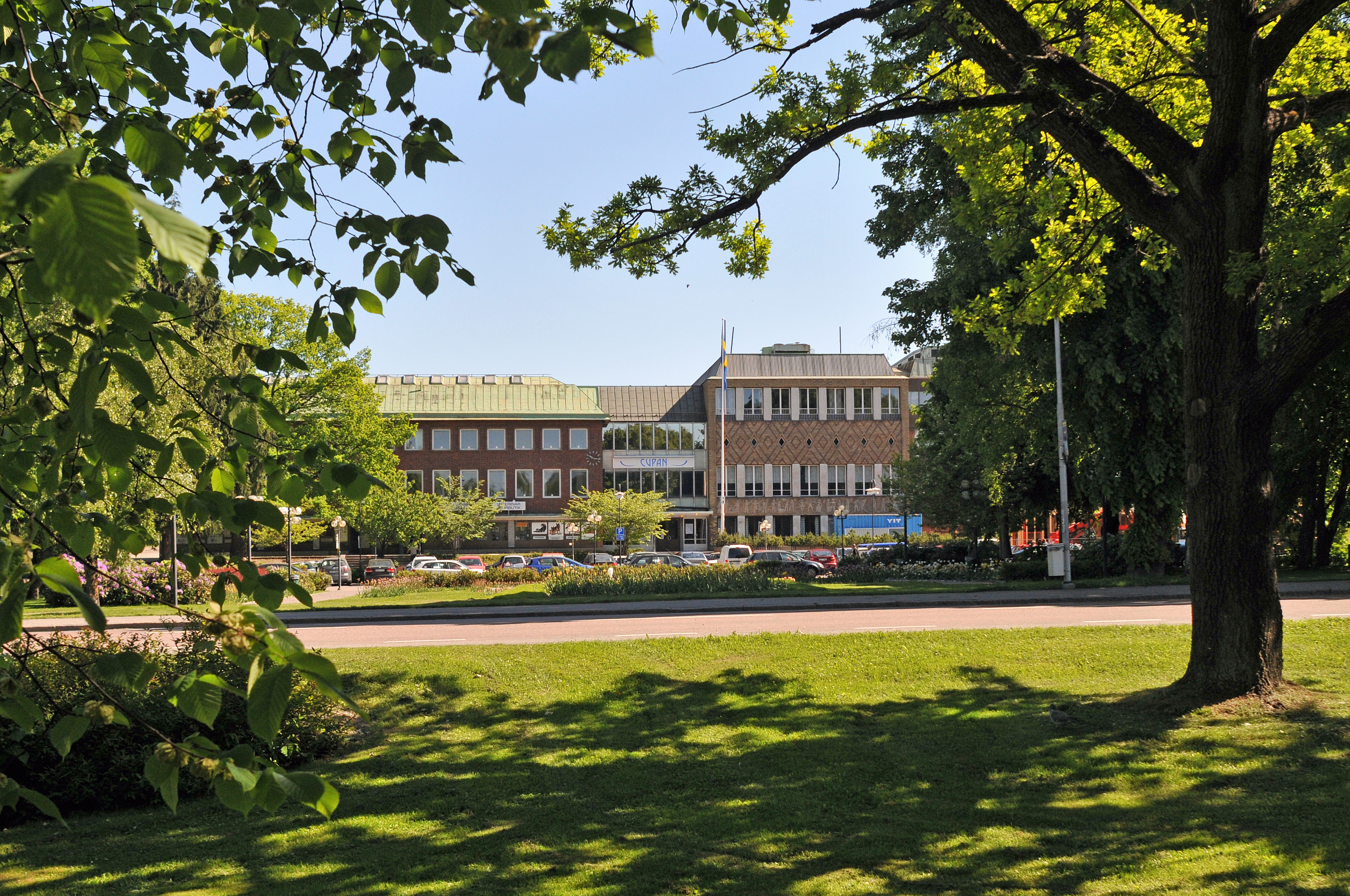
Folkets hus.
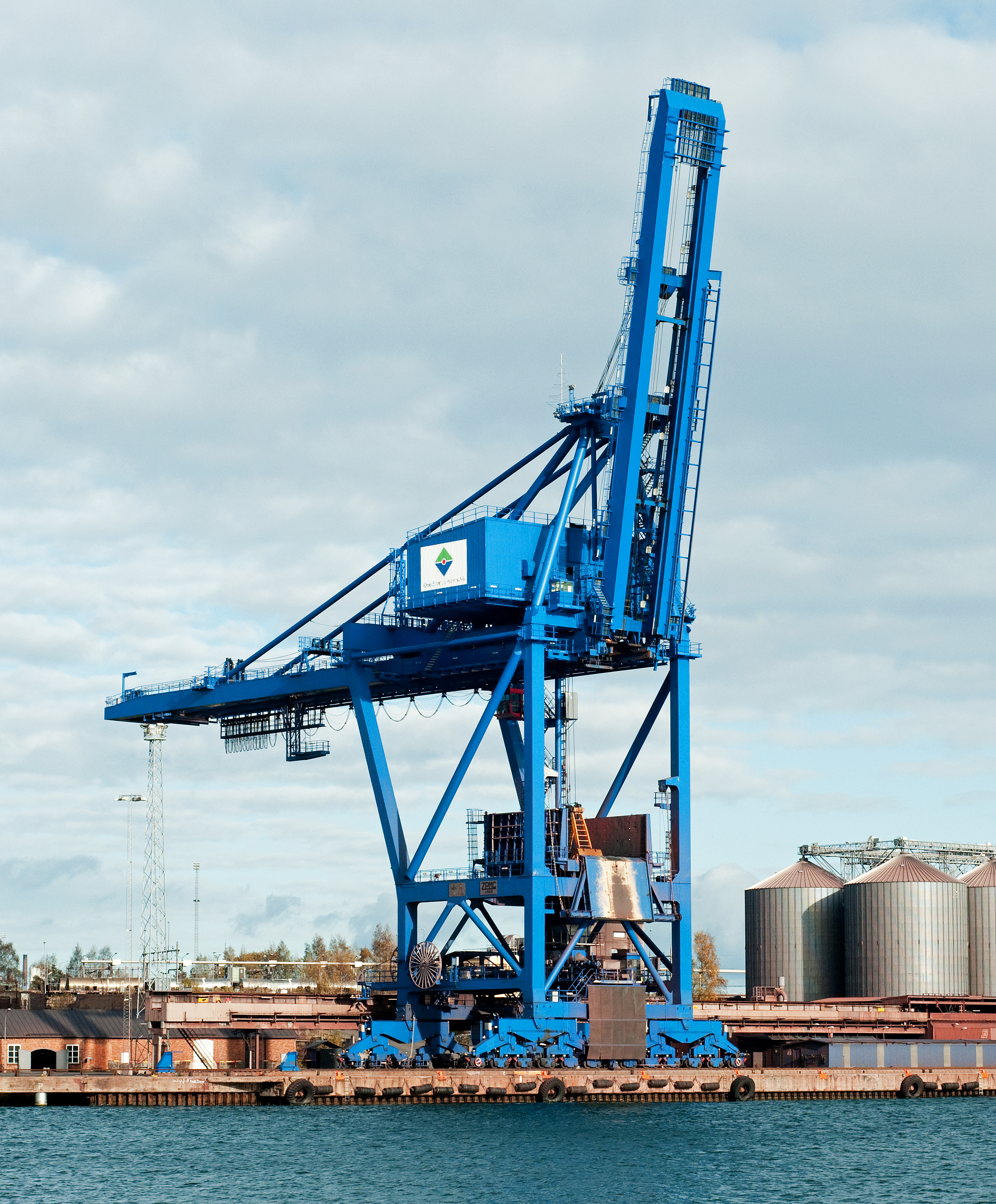
Bulkgodskranen Xiao Ping.
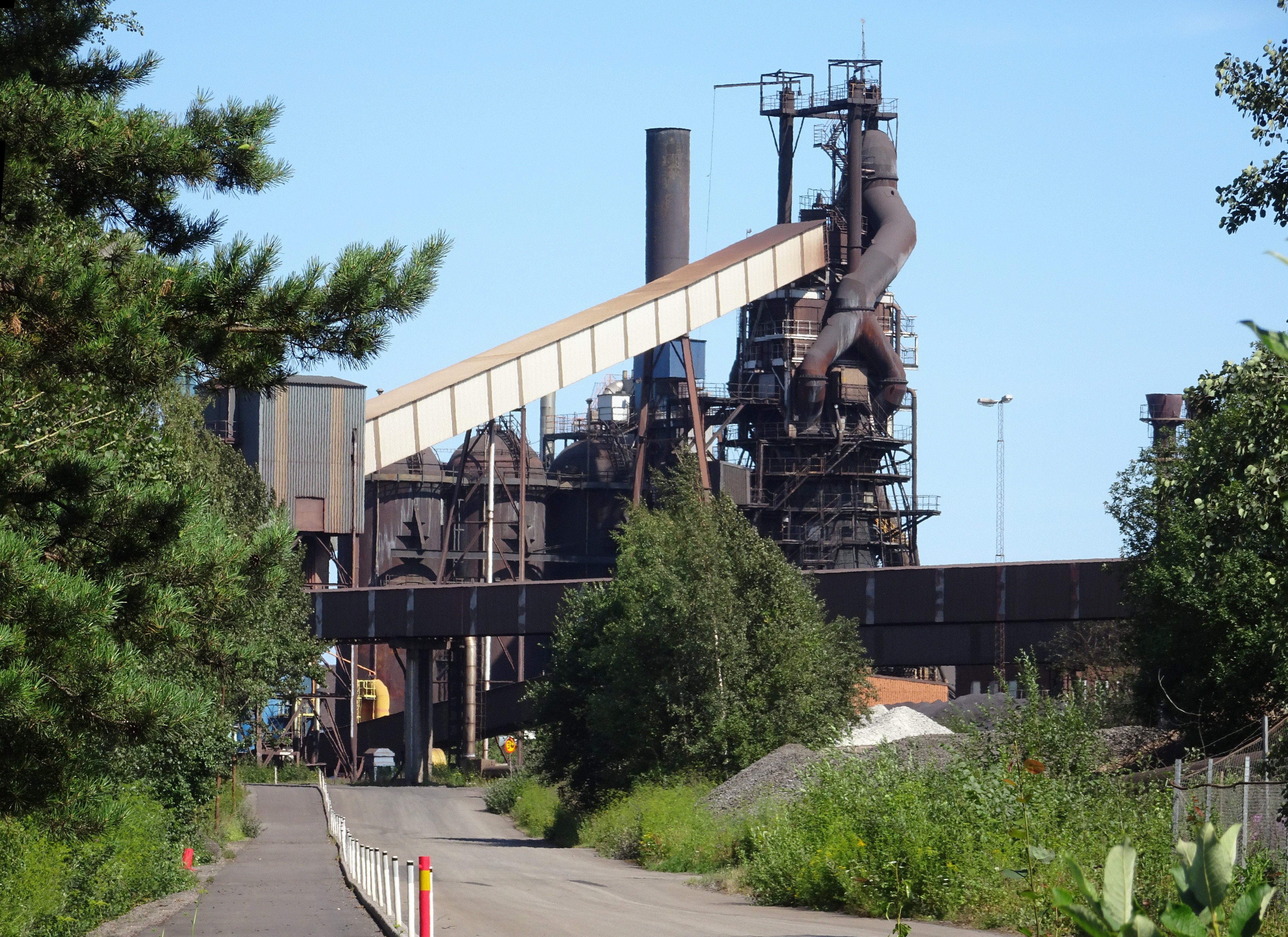
Masugnen på Oxelösunds järnverk.
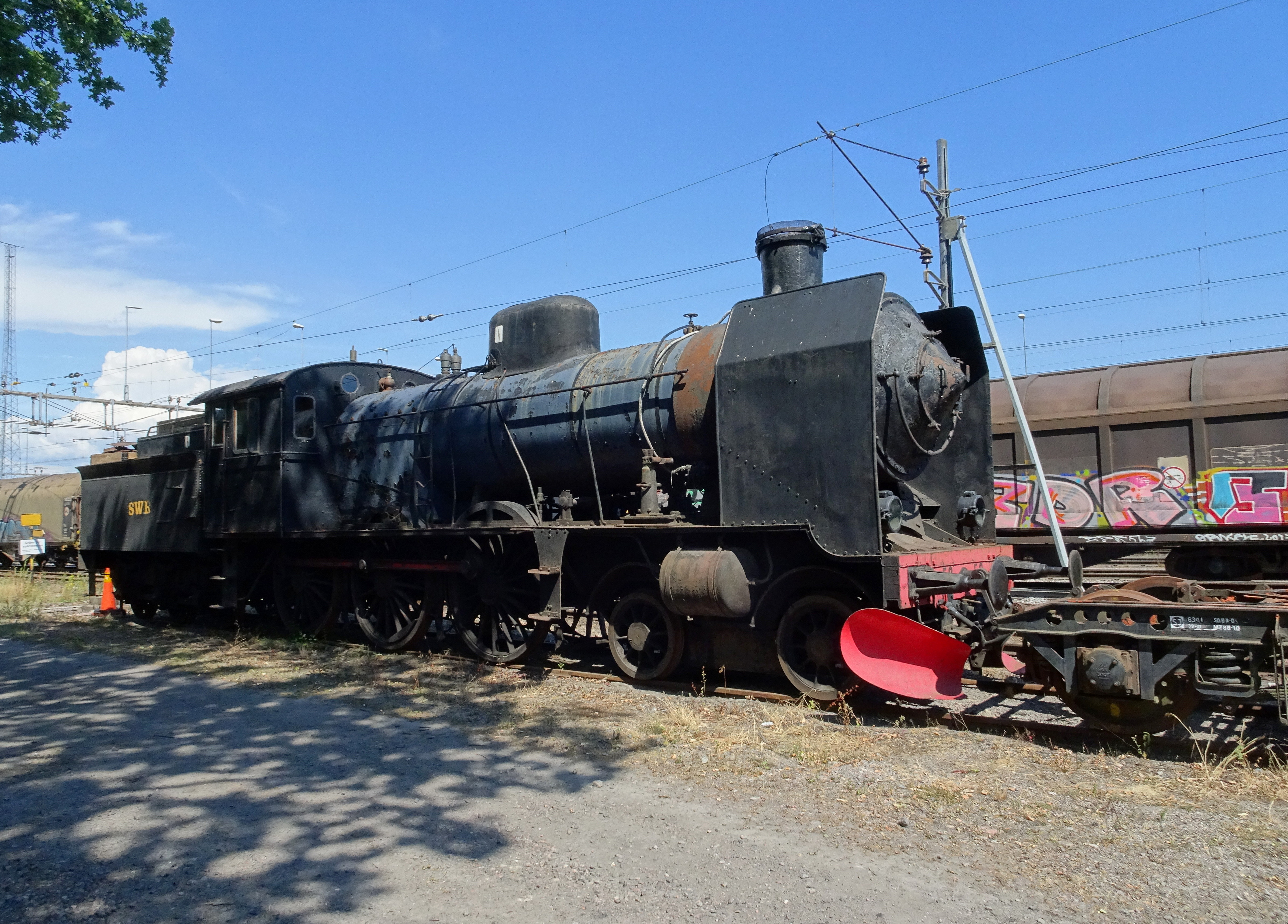
Ångloket Littera H3 nummer 58 (1910) på Oxelösunds järnvägsmuseum.